# 豊岡出石インターチェンジ
豊岡出石インターチェンジ（とよおかいずしインターチェンジ）は、兵庫県豊岡市にある北近畿豊岡自動車道のインターチェンジである。

## 道路
- E72 北近畿豊岡自動車道

## 接続する道路
- 兵庫県道50号但馬空港線[1]
- 兵庫県道727号豊岡出石インター線[2][3]

## 歴史
- 2023年（令和5年）6月12日 : IC名称が「豊岡IC（仮称）」から「豊岡出石IC」に正式決定[4]。
- 2024年（令和6年）9月23日 : 但馬空港IC - 豊岡出石IC間開通に伴い、供用開始[5][6][7]。

## 周辺
- 公立豊岡病院

## 隣
E72 北近畿豊岡自動車道
但馬空港IC - 豊岡出石IC - 豊岡北IC/JCT（仮称・事業中）